# Thestus philippensis
Thestus philippensis là một loài bọ cánh cứng trong họ Cerambycidae.